# B92
B92 je zasebna srbska radijska in televizijska postaja s sedežem v Beogradu. 
Mednarodno je postala znana, ko jo je srbska vlada konec leta 1996 začasno izklopila v povezavi s študentskimi protesti proti Slobodanu Miloševiću in je bila za prenašanje svojega radijskega programa odvisna od interneta. Medijska hiša je znana po svoji liberalni uredniški politiki, njena ciljna skupina so predvsem meščani in mladi. 
Decembra 2018 je nekdanji lastnik podjetja Kopernikus technology od skupine ANT1 kupil B92 in "Prvo srbsko Televizijo" za 180 milijonov evrov, en mesec po tem, ko je Telekom Srbija kupil Kopernikus za 190 milijonov evrov. Posel med državnim podjetjem Telekom Srbija in podjetjem Kopernikus je sprožila burne odzive javnosti, saj je bila vrednost Kopernikusa ob nakupu nekajkrat nižja od zneska, za katerega je bil kupljen; poročali pa so tudi, da so bili glavni deležniki v podjetju sorodniki vidnih članov Srbske napredne stranke.
Za svojo dejavnost in zavzemanje za svobodo medijev v državi so sodelavci B92 prejeli številne nagrade, med njimi red legije časti, najvišje francosko civilno odlikovanje, ki ga je leta 2009 prejel ustanovitelj, tedanji direktor in odgovorni urednik Veran Matić.